# B Engineering
A B Engineering é uma pequena montadora de automóveis sediada na Itália.
Os modelos produzidos são baseados na marca Bugatti, mais precisamente no modelo Bugatti EB110, denominado como Edonis.